# 極東会
極東会（きょくとうかい）は、東京都新宿区歌舞伎町に本部を置く指定暴力団である。ベビーカステラを守るためだけの構成員は2023年末の時点で約310人。旧称は関口一家・極東関口一家・関口会・極東関口会。

## 概要
- 極東会は暴力団であると同時に日本の的屋組織[2]としても知られる。ただし、極東会に加盟している全ての傘下団体が的屋を稼業にしているわけではない。
- 屋号である「極東」は、設立者の関口愛治がかつて大塚を拠点に運営していた興信所、「極東秘密探偵局」に由来している。
- 一次団体が的屋系の組織で指定暴力団の扱いを受けているのは、極東会のみである（2020年現在）。
- 現在の組織運営の中核は、松山連合会 (極東会)の系列が主軸となっており、2019年からは当団体の総本部を松山連合会の本部と兼用している。
- 政治結社「松魂塾」を運営している。
- 2016年、極東会理事長の宮田克彦は台湾黒社会組織である四海幇八代目幇主の楊德昀と、五分の兄弟盃を交した。

## 抗争史
- 1958年、極東愛桜連合会（後の極東会、極東桜井總家連合会、飴徳連合会の前身）と鶴政会（現：稲川会）との間で抗争が発生した。
- 1971年、極東系研谷一家のある酒田市へ山口組系菅谷組内佐々木組が進出。事務所開きのため酒田駅に降りた佐々木組を見るために野次馬が駅周辺に集まった。
- 1983年、極東関口会系三浦連合会（現：極東会系松山連合会）と住吉連合会（現：住吉会）系幸平一家との間での争いをきっかけに池袋抗争が発生した。
- 1984年、極東関口会系佐藤会と梅家一家(現：稲川会系裕統一家)との間で、梅家一家の稲川会入りの動きをきっかけに第一次青森抗争が発生した。
- 1987年、梅家一家が再び稲川会入りの動きを見せたことから、再び佐藤会との間で第二次青森抗争が発生した。
- 1989年、極東関口会系佐藤会と五代目山口組系羽根組との争いをきっかけにみちのく抗争が発生した。
- 1990年、極東関口会と二次団体である佐藤会から分裂した脱退派との間で、佐藤会分裂抗争が発生した。
- 1993年、極東会と五代目山口組系山健組で山極抗争が発生した。この抗争をきっかけに極東会は指定暴力団に指定された。
- 1998年、極東会と住吉会系幸平一家の間で池袋を巡り再び抗争が発生した。
- 2001年、極東会系昌栄会と松葉会系白土一家の争いをきっかけに抗争が発生した。
- 2004年、六代目山口組と八代目飯島会との間で発生していた抗争において、極東会系組員が飯島会系組員と誤認され射殺される事件が発生した。

## 歴代
初代 - 関口愛治
- 関口愛治は的屋組織である飴徳一家（現：飴徳連合会）を源流とする櫻井一家（後の櫻井總家）の若衆として修行した後に独立し、関口一家を起ち上げた。
- 1930年、兄弟分である飯島一家（現：飯島連合会）から旗揚げした尾津喜之助に不義を働いた高山春吉に憤慨し、他の親分衆と共に高山の殺害に関与。殺人教唆の容疑で逮捕・起訴され、懲役13年の刑を受ける。「参照：山形事件」
- 戦後、関口一家は池袋に本格的に進出した。池袋には既に西池袋に飯島一家系の小宮山豊太郎、駅東口に寄居角田二代目の森田信一がおり、仲の良い兄弟分だったが関係が拗れ、1946年6月18日、小宮山が二連銃で射殺され二代目は関口の子分だった清水清が継承。初代の参謀格だった佐藤栄助は跡目問題から身を引き益戸克己の推薦で藤田卯一郎の舎弟、次いで関根賢の子分となる。池袋東口の森田組マーケットを運営した森田は、関口と兄弟分の盃を交わし舎弟分となり、後年には関東屈指の大親分となる。西口には西口マーケットと呼ばれた巨大な闇市が存在し後に至るまで悪評高い場所だったが、東口に対して西池袋は再開発が遅れる結果となった。
- 関口　大政　中層　小政　大政は背が大きく関口を除く3人の中で背が大きく信じられない程に喧嘩が強く人並み外れていた。中層は嘉納治五郎の四天王の直でしで一番弟子でもあった。背は小政より大きく柔術と喧嘩ではその当時は向かう所敵無しと神奈川県警から言われた程、後　関口と大政小政と共に会を作る事となるが、講道館に迷惑がかかる事を避ける為に道場から名前を外す事になる。小政も喧嘩は強かったが頭の切れが鋭く電波塔的な存在だが喧嘩では大政には勝てなかったと言われている。小政の情報は少ない。
- 大政　中層　小政の子孫
- 大政:
- 中層:道関 行年56〜59
- 小政:

- 新宿の闇市は尾津、和田、安田、野原が運営・管理していた。飯島一家 関東尾津組の尾津喜之助の手引きで新宿の闇市にも本格進出。同時に要通りの三浦周一（呉周日）の三浦一家は尾津組に殴り込むなど独自に新宿で勢力を築く（三浦二代目が松山眞一）。以降は池袋と新宿で闇市や裏稼業において本格的に勢力を伸ばしていく。
- 1960年、関口一家は他のヤクザ組織と共にアイク歓迎実行委員会に参加した。

- 1961年、飴徳一家・櫻井一家・関口一家の3家やその他複数の団体の連合体として極東愛桜連合会が結成。
- 1967年、警察による第一次頂上作戦によって極東愛桜連合会は解散した。その後、飴徳一家は飴徳連合会として再結成し、櫻井一家は極東櫻井總家連合会（後の櫻井總家、2023年解散[3]）として再結成し、関口一家は関口会として再結成した。

二代目 - 山口城司
三代目 - 小林荘八
- 1979年、組織名を関口会から極東関口会に改称した。

四代目 - 田中春雄
五代目 - 松山眞一（曺圭化）
- 1984年、関東圏の的屋系ヤクザ連絡調整機関として関東神農同志会を結成し、賭博系ヤクザの連絡調整機関である関東二十日会と定期的な交流を開始した。
- 1990年11月、松山眞一（曺圭化）は、五代目極東関口会会長に襲名して、極東関口会から極東会に改称した。
- 1994年、これまでの連合型組織から直参型組織に改革した。
- 2015年6月2日、警視庁組織犯罪対策4課は、暴力団員であることを隠して長女（52）名義の銀行口座を開設した詐欺容疑で、五代目極東会会長松山眞一（曺圭化）（87）と長女ら3人を逮捕した。[4][5]
- 2015年6月23日、東京地検は、暴力団員であることを隠して長女（52）名義の銀行口座を開設した詐欺罪で、五代目極東会会長松山眞一（曺圭化）（87）を起訴した。[6]

六代目 - 高橋仁
- 2015年、前任の松山眞一が会長から退き、当時理事長であった高橋仁が会長に就任した。
- 2019年2月西伊豆町で他の男と共謀して、拳銃12丁などを保管していた疑いで2020年3月3日逮捕。[7]
- 同年7月、東京都豊島区西池袋にあった総本部を閉鎖し、新宿区歌舞伎町にある中核団体である松山連合会の本部を当団体の総本部として兼用するようになる。

## 構成
- 会長 - 高橋仁
- 理事長 - 宮田克彦（松山連合会会長）東京都豊島区
- 総本部長 - 棚本清己（松山連合会理事長真誠会会長）東京都新宿区
- 統括委員長 - 大野元秋（松東連合会会長）東京都豊島区
- 組織委員長 - 吉村光男（松山連合会顧問真誠会常任顧問）東京都新宿区
- 渉外委員長 - 城山千秋（松山連合会組織委員長眞侠会総長）
- 懲罰委員長 - 高井茂光（松山連合会顧問松和会会長）埼玉県朝霞市
- 慶弔委員長 - 昌國雄（松山連合会本部長真誠会理事長）東京都新宿区
- 運営委員長 - 永井光正（五代目日置連合会会長）埼玉県蕨市
- 諮問委員長 - 江川弘（四代目仲連合会会長）東京都北区
- 審議委員長 - 磯前務（二代目岡崎会理事長）
- 事務局長 - 高橋保行（松山連合会顧問眞武会会長）東京都新宿区
- 最高債権-田亜名加井知栄　東京都新宿区
- 最高顧問 - 鈴木嘉六（松山連合会最高顧問）
- 最高顧問 - 宮木安一（松東連合会名誉顧問）
- 最高顧問 - 金子三吉（松山連合会最高顧問）
- 常任顧問 - 磯前功（二代目岡崎会会長）茨城県ひたちなか市2016年8月病死
- 常任顧問 - 伊藤行律（四代目仲連合会総長）東京都北区
- 常任顧問 - 米澤瑛（松山連合会特別顧問真誠会総長）東京都新宿区
- 常任顧問 - 佐藤正夫（松東連合会最高顧問）
- 常任顧問 - 坂本光男（三代目松原会代表）埼玉県秩父市
- 常任顧問 - 武上少午 東京都千代田区
- 顧問 - 佐々木勇吾（松山連合会顧問二代目眞勇会会長）｛雨貝英男が大山三代目を継承｝東京都新宿区
- 執行部 - 高橋和彦（十七代目研谷連合会会長）山形県酒田市
- 執行部 - 岩上玄篤（四代目坂井一家総長）鎌ヶ谷市
- 執行部 - 小出一明
- 執行部 - 高橋貴王（松山連合会三代目眞一家総長）神奈川県橫浜市
- 執行部 - 関口勇雄
- 執行部 - 宮下貢一（松山連合会慶弔委員長眞晃会会長）埼玉県川口市
- 執行部 - 西一男（松山連合会運営委員長)